# 교향곡 5번 (펜데레츠키)
《교향곡 5번》은 1991년부터 1992년까지 크시슈토프 펜데레츠키가 작곡한 단악장 교향곡(1악장으로만 구성된 교향곡)으로, 제목과는 달리 표제 음악이 아니다. 1991년 이어령 장관(당시 문화부)이 1992년 판데레츠키에게 교향곡을 위촉하였다. 통일은 문화운동에서 시작된다는 철학에서 남북 공동의 한을 푼다는 의미로 일제강점기 죽어간 영혼을 위한 진혼곡을 떠올렸으며 공동 연주회를 위해 제3국의 작곡가. 레퀴엠 정도로만 구체화 시키고 우연히 듣게 된 '히로시마를 위한 애가'를 통해 펜데레치키를 알게되고 그에게 진혼교향곡을 위촉하기에 이른다.(중앙일보 인터뷰 참조)  단악장의 작품이지만 네개의 테마를 가지고 있다. 안단테, 비바체, 스케르쪼, 그리고 "새야 새야"의 멜로디를 딴 파싸칼리아 테마이다.  그 중 "새야 새야"가 가장 큰 비중을 차지한다. "새야 새야"테마는 도입부에서 콘트라베이스와 첼로가 함께 연주되고, 종지부에서는 모든 관악기에 의해 울리게 된다.
대한민국 국악기인 편종이 편성되어 있다.
대한민국 서울특별시 예술의 전당에서 작곡가 펜데레츠키의 지휘와 KBS 교향악단의 연주(1992.8.14-15)로 초연되었다. 마지막 부분에는 한국 민요 새야새야 파랑새야의 선율을 인용한 것이다.